# Zvjezdače
Zvjezdače (Asteroidea) su razred pokretnih morskih životinja iz koljena bodljikaša sploštena tijela na kojemu se ističu krakovi.

## Građa tijela
Većina zvjezdača ima pet krakova koji izlaze iz središnjeg dijela tijela (ploče). Postoje vrste i s većim brojem krakova. Kraci su najširi na mjestu gdje se sastaju s pločom, prema vrhu se sužavaju. S donje strane krakova nalaze se mnoge prionljive nožice, često u dva reda, rjeđe u 4 reda. Na kraju svakog kraka je neparna nožica koja se koristi kao pokretno vršno ticalo koje s donje strane ima osjetilo za vid. Kako su vrhovi krakova zvjezdača okrenuti prema gore oči zvjezdača su okrenute prema svjetlu. U kracima je čvrst skelet od djelića koji su međusobno zglobno spojeni kao kralješci u kralježnici. S gornje strane zvjezdače su često vrlo živih boja, usnena strana im je okrenuta prema dnu. Na koži zvjezdača se nalaze pokretne i nepokretne bodlje, štipaljke, male izbočine (papule). Kroz papule dišu i izbacuju suvišnu tvar.

## Prehrana
Hrane se životinjskom hranom. Sitniji plijen uvlače u tijelo a na krupniji plijen npr. školjkaše, rakove, ježince kroz usta izbace želudac te ga njime obuhvate i ubiju probavnim sokovima.

## Razmnožavanje
Zvjezdače su uglavnom razdvojena spola, izuzetak je petokutna zvjezdača kojoj su mlade jedinke muškog spola, a starije ženke. Jaja se najčešće oplođuju u moru.

## Porodice i vrste
Poznato je oko 2000 vrsta. Zvjezdače iz porodice Brisingidae vanjskim izgledom podsjećaju na zmijače, u Jadranskom moru živi Brisingella coronata. Iz porodice Asteriidae u Jadranskom moru žive bodljikava zvjezdača (Coscinasterias tenuispina) i kvrgava zvjezdača ili velika križnjača (Marthasterias glacialis), iz porodice Astropectinidae narančasta križalina (Astropecten aranciacus), Astropecten bispinosus, Astropecten platyacanthus, Astropecten spinulosus, Astropecten irregularis, Astropecten jonstoni, iz porodice Asterinidae petokutna zvjezdača (Anseropoda placenta), Asterina gibbosa, iz porodice Echinasteridae crvena zvjezdača (Echinaster sepositus), iz porodice Ophiasteridae tvrda zvjezdača (Hacelia attenuata) i zakonom zaštićena ljubičasta zvjezdača (Ophidiaster ophidianus), iz porodice Solasteridae suncotračka (Solaster Papposus) ima 8-14 krakova itd.
Morske tratinčice naziv su roda Xyloplax i najpoznatiji predstavnik podrazreda Concentricycloidea unutar razreda Zvjezdača.